# 日東化工
日東化工株式会社（にっとうかこう）は、神奈川県高座郡寒川町に本社を置くゴム製品の製造業である。エンビプロ・ホールディングスの子会社。
東大阪市に所在する同名の中小企業「日東化工株式会社」とは無関係である。

## 概要
ゴムシート、建築・土木資材、景観資材、軌道部品、車輌機器部品、産業用資材、粉末ゴム製品、ゴムコンパウンド、樹脂製品などの各種ゴム素材商品を開発し、製造、販売している。
設立時の商号は日東タイヤ株式会社であり、ニットータイヤのブランドで自動車用タイヤの製造販売を主力事業としていたが、1979年に東洋ゴム工業（現在のTOYO TIRE）と業務提携を結び、翌1980年に菱東タイヤ株式会社を設立し、タイヤ事業を同社に移管した。菱東タイヤは1996年に東洋ゴム工業に吸収合併され、現在のニットータイヤ(NITTO)はTOYO TIREのブランドとして主に海外向けに展開しており、特に北米では根強い人気を保っている。

## 歴史
- 1949年7月 - 東京急行電鉄が出資して日東タイヤが設立され、相模海軍工廠跡に工場を設置する。
- 1958年5月 - ユニロイヤル社と技術提携。
- 1961年10月 - 東京証券取引所第二部へ上場。
- 1968年11月 - 東急に代わり、三菱化成工業（のちに三菱化学を経て、現・三菱ケミカル）が資本参加。
- 1971年2月 - 横浜ゴムと業務提携。
- 1973年6月 - ゴムマット事業を開始。
- 1979年2月 - 横浜ゴムと提携解除。東洋ゴム工業（現・TOYO TIRE）と業務提携。
- 1982年4月 - 商号を日東化工株式会社へ変更する。
- 2018年3月 - 三菱ケミカルに代わり、大阪ソーダが資本参加。
- 2023年
  - 4月4日 - エンビプロ・ホールディングスによる株式公開買付けが成立[3]。
  - 6月19日 - 東京証券取引所スタンダード市場上場廃止[4]。
  - 6月21日 - 株式併合により、エンビプロ・ホールディングスの完全子会社となる。
- 2024年
  - 1月 - 子会社の湘南エヌテイケー株式会社を吸収合併。資本金を19億2000万円から1億円に減資[5]。
  - 7月 - エンビプロ・ホールディングス傘下の株式会社東洋ゴムチップを吸収合併し、前橋工場（群馬県前橋市）および西日本事業所（熊本市南区）とする[6]。